# جلال الدين الحمامصي
جلال الدين الحمامصي (1 يوليو 1913 - 20 يناير 1988) هو صحفي مصري.

## حياته
ولد جلال الدين الذي يعد واحدا من رواد المدرسة الحديثة في الصحافة، في مدينة دمياط في أول يوليو 1913 لأب كان كاتبا معروفا، فورث عنه جلال الدين فن الكتابة وأحب الكتابة الصحفية وظهرت ميوله الصحفية مبكرا منذ أن كان طالبا في الثانوي، فلما التحق بكلية الهندسة بجامعة فؤاد الأول القاهرة لم يبتعد عن الصحافة.
تخرج من كلية الهندسة عام 1939م. ظهرت موهبته في المرحلة الثانوية حيث عمل كهاو للصحافة قبل أن يتدرج في سلك صاحبة الجلالة.

## حياته السياسية
عندما استقال مكرم عبيد من حزب الوفد في يوليو 1942 م انضم إليه الحمامصي وأصبح معارضا للوفد .
وكان كاتبا ذا رأي حر فوضع في السجن بمعتقل الزيتون 1943 وظل به حتى يوليو 1944 م وفي السجن أقام علاقات وصداقة وطيدة مع أنور السادات زميله في الزنزانة وعلي ماهر باشا والشيخ أحمد حسن الباقوري .
بعد إطلاق صراحه أصبح الحمامصي رئيس لتحرير جريدة الكتلة التي أصدرها مكرم عبيد.

## عملة
- محرر بمجلات مؤسسة دار الهلال عام 1936.
- محرر جريدة المصري عام 1939 .
- عضوا بمجلس النواب في عام 1942م.
- رأس تحرير جريدة الزمان عام 1947.
- رأس تحرير جريدة أخبار اليوم عام 1950.
- مستشارا لمصر في واشنطن عام 1953.
- رئيسا لتحرير أخبار اليوم عام 1954م.
- عمل بجريدة الجمهورية عام 1955.

ولجهوده الكبيرة في الصحافة المصرية عهد إليه بإنشاء وكالة أنباء الشرق الأوسط، ثم عاد رئيسا لتحرير جريدة الأخبار منذ عام 1974، وقد اُشتهر فيها بعموده اليومي «دخان في الهواء».

## مؤلفاته
له العديد من المؤلفات في المجال الصحفي منها: 
- المندوب الصحفي
- وكالة الأنباء
- من الخبر إلى الموضوع الصحفي
- الصحيفة المثالية

كما أن له العديد من المؤلفات السياسية الأخرى منها:
- حوار وراء الأسوار وهو كتاب شهير أصدره عقب وفاة الرئيس الراحل جمال عبد الناصر
- مستقبل الديمقراطية في مصر
- من القاتل

## وفاته
وافته المنية في 20 يناير 1988م 
بعد أن ترك بصمات بارزة في تاريخ الصحافة المصرية والعربية.